# Najstarsza Synagoga w Ratyzbonie

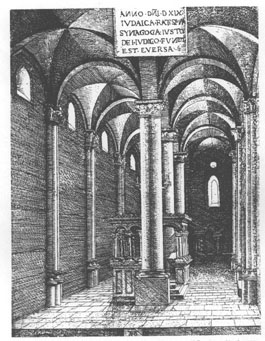
Wnętrze synagogi na rycinie Altdorfera

Najstarsza Synagoga w Ratyzbonie – pierwsza synagoga znajdująca się w Ratyzbonie, w centrum getta, w miejscu gdzie obecnie znajduje się Neue Pfarre.
Synagoga została zbudowana pomiędzy 1210 a 1227 rokiem w stylu romańskim. Jej wygląd znany jest jedynie z dwóch rycin Albrechta Altdorfera, który wykonał je kilka dni przed zniszczeniem synagogi. 
Po śmierci cesarza Maksymiliana I Habsburga w 1519 roku, który chronił Żydów z miasta wypędzono wszystkich 500 mieszkańców wyznania mojżeszowego. Żydzi przed opuszczeniem miasta zniszczyli wnętrze synagogi, która 22 lutego 1519 roku została zburzona. Wkrótce na jej miejscu wzniesiono kaplicę ku czci Matki Boskiej. 
Wygnańcy osiedlili się na przeciwnym brzegu Dunaju w mieście Stadt-am-Hof i okolicznych wsiach pod opieką księcia bawarskiego Ludwika X. Przed końcem XVI wieku musieli również opuścić te tereny. W 2005 w jej miejscu odsłonięto pomnik autorstwa Dani Karawana przedstawiający fundamenty zburzonej synagogi.